# Huliyapur, Kushtagi
Huliyapur là một làng thuộc tehsil Kushtagi, huyện Koppal, bang Karnataka, Ấn Độ.